# Parafia Ewangelicko-Metodystyczna Świętego Krzyża w Poznaniu
Parafia Ewangelicko-Metodystyczna św. Krzyża w Poznaniu – zbór metodystyczny działający w Poznaniu, należący do okręgu zachodniego Kościoła Ewangelicko-Metodystycznego w RP.
Nabożeństwa odbywają się w niedziele o godzinie 10:30.

## Historia
Misja Południowego Episkopalnego Kościoła Metodystycznego ze Stanów Zjednoczonych pojawiła się w Poznaniu w roku 1920. Zajmowała się ona niesieniem pomocy charytatywnej dla najuboższych po I wojnie światowej i jednocześnie prowadziła działalność religijną. Poznańska parafia metodystyczna powstała w roku 1922. Parafia nie posiadała własnego domu modlitwy dlatego nabożeństwa organizowano w wynajętych lokalach (m.in. na rogu ulic: Garbar i Wielkiej, przy Piekarach czy przy ul. Grobla) lub nawet na barce zakotwiczonej na Warcie.
Po wybuchu II wojny światowej Poznań został bezpośrednio włączony do III Rzeszy. Wiele osób narodowości polskiej zostało deportowane do Generalnego Gubernatorstwa. Nabożeństwa w języku polskim mogły się odbywać wyłącznie konspiracyjnie.

## Pastorzy (lista niepełna)
- ks. sup. Konstanty Najder
- ks. sup. Jan Kus
- ks. sup. Jan Jerzy Ostryk
- ks. sup. Sławomir Rodaszyński